# Poczta Polska
Poczta Polska (в переводе с пол. — «Польская почта») — польский официальный государственный оператор почтовой связи.

## История и описание
Предприятие основано в 1918 году.
Польская почта является основным акционером банка Bank Pocztowy (75 % акций минус одна акция).

## Галерея
- Почтовые ящики
- Варшава
- Еленя-Гура
- Стоячий почтовый ящик

- Быдгощ
- Ломжа
- Легница
- Стшелин
- Хожув